# Jean-Baptiste Poulain
Jean-Baptiste Poulain (Moignelée, 24 december 1927 - Sambreville, 11 mei 2008) was een Belgisch senator.

## Levensloop
Poulain werd ambtenaar bij de NMBS, waarna hij inspecteur werd bij het Fonds van Arbeidsongevallen. Bij de NMBS was hij ook syndicaal gedelegeerde. Tussen 1972 en 1974 was hij attaché bij verschillende socialistische ministers. Dit waren achtereenvolgens Louis Namèche en Pierre Falize.
Hij werd militant van de PSB en was ook lid van de Mouvement populaire wallon. Hij werd in oktober 1964 verkozen tot gemeenteraadslid van Tamines en bleef dit tot in 1976. Vervolgens was hij van 1977 tot 2000 gemeenteraadslid van Sambreville, waar hij van 1977 tot 1981 schepen en van 1981 tot 2000 burgemeester was.
Tevens was Poulain van 1965 tot 1977 provincieraadslid van Namen en was van 1968 tot 1977 secretaris van de provincieraad. Vervolgens werd hij van 1977 tot 1995 lid van de Belgische Senaat: van 1977 tot 1978 en van 1980 tot 1991 was hij rechtstreeks gekozen senator voor het arrondissement Namen-Dinant-Philippeville, van 1978 tot 1980 was hij provinciaal senator van de provincie Luxemburg en van 1991 tot 1995 was hij provinciaal senator voor de provincie Namen. Hierdoor zetelde hij van 1977 tot 1980 eveneens in de Cultuurraad voor de Franse Cultuurgemeenschap en van 1980 tot 1991 in de Waalse Gewestraad en de Raad van de Franse Gemeenschap.